# Wandgemälde (St. Lambertus)

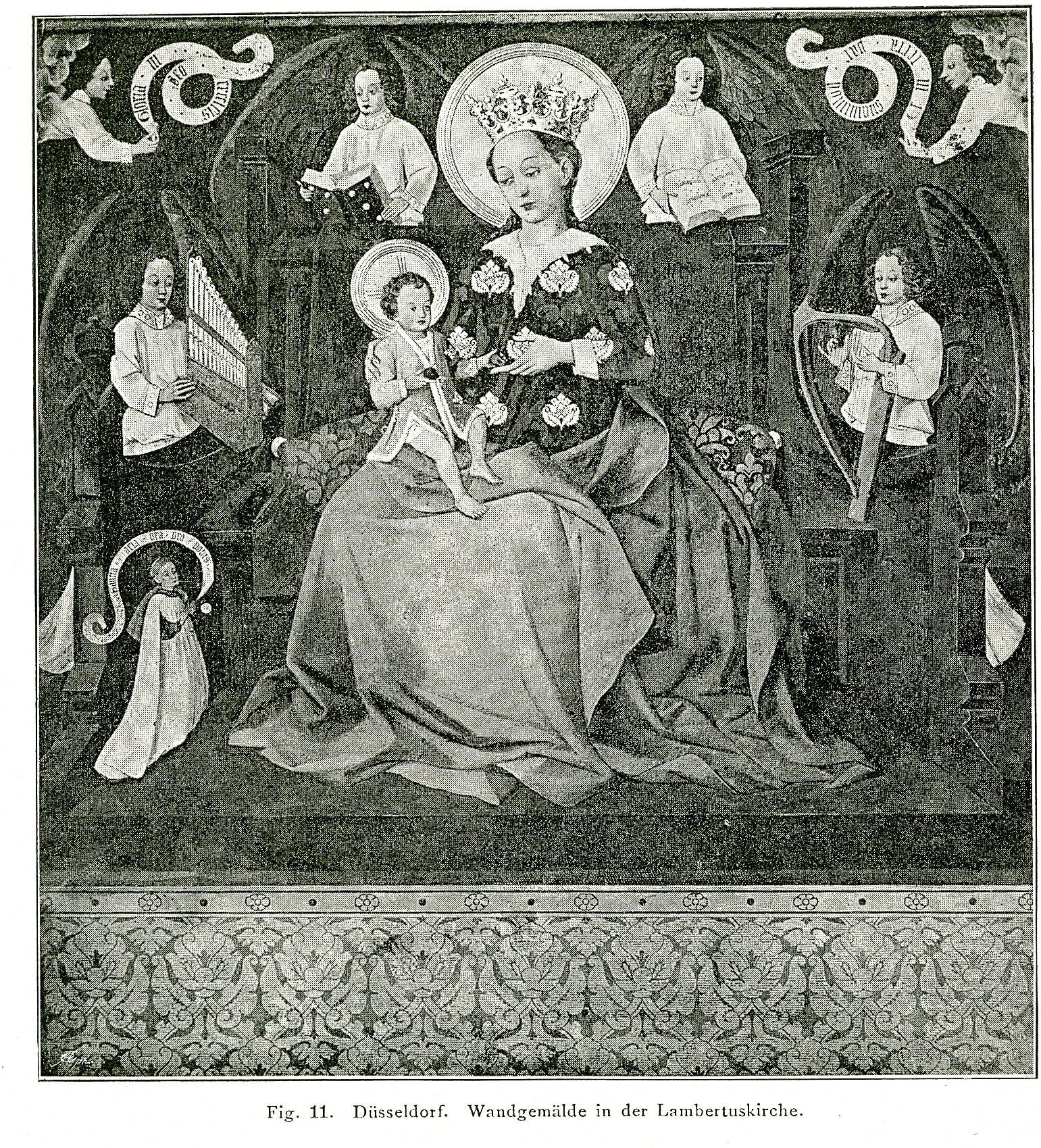
Wandgemälde in St. Lambertus nach der Restaurierung.

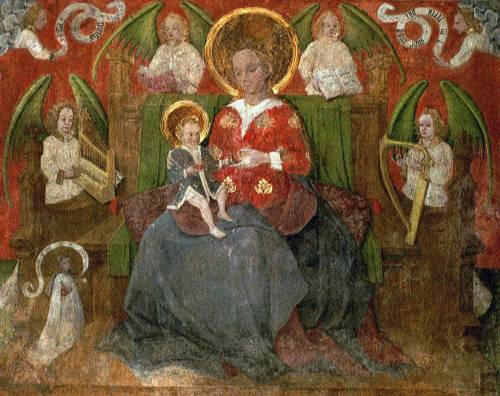
Wandgemälde heute

Das Wandgemälde in der Düsseldorfer Lambertuskirche stammt aus der zweiten Hälfte des 15. Jahrhunderts und ist ein Werk der Kölnischen Schule. Es wurde im 19. Jahrhundert von Heinrich Lauenstein restauriert. Das Wandgemälde befindet sich im Südschiff des Sakralbaus und zeigt eine Marienfigur mit Christuskind. Sechs Engel umgeben die beiden Gestalten. Die Engel sind zu Paaren zusammengefasst und mit verschiedenen Attributen ausgestattet worden, so mit Musikinstrumenten, Büchern und Spruchbändern. Der Stifter ist links unten zu sehen. Paul Clemen beschreibt in Die Kunstdenkmäler der Stadt und des Kreises Düsseldorf ausführlich das Kunstwerk:

„… das größere, durch Professor Lauenstein restaurierte Bild der thronenden Madonna mit dem Christuskinde auf dem Schoss (Fig. 11), ein feines und bedeutendes Werk der Kölnischen Schule. Auf breitem Kissenthron sitzt die Madonna in blauem Rock und rotem mit goldenen Granatäpfeln bestickten Obergewande. Über ihr sechs Engel, das erste Paar mit Musikinstrumenten, das zweite mit Büchern, das dritte mit Spruchbändern: GLORIA IN EXCELSIS DEO – ET IN TERRA PAX HOMINIBUS. Links unten kniet der Stifter mit der Inschrift: SANCTA MARIA ORA PRO NOBIS.“